# Bran Ferren
Bran Ferren (né le 16 janvier 1953) est un artiste, ingénieur, designer et spécialiste des effets spéciaux américain.

## Biographie
Bran Ferren est le fils unique d'un couple d'artistes américains, John et Rae Ferren. Son père est sculpteur. Il découvre la relation forte entre art et ingénierie lors d'un voyage à Rome et de la visite du Panthéon. Il quitte l'école pour entrer au MIT à l'âge de 16 ans, mais abandonne ses études pour créer sa première société, Synchronetics.

## Carrière professionnelle
Ferren consacre sa vie professionnelle à l'innovation. Son nom apparaît sur près de 500 brevets, dont un a servi à contrer l'argument d'antériorité du brevet sur certaines commandes "multi-touch" revendiqué par Apple lors de son procès contre Samsung.
À 25 ans, il crée Associates & Ferren, une entreprise spécialisée dans les effets spéciaux, acquise par Disney en 1993. Ferren est nommé aux Oscars en 1987 pour sa contribution au film La Petite Boutique des horreurs.
Ferren quitte Disney en 2000 pour créer Applied Minds avec Danny Hillis, une entreprise dont la vocation est d'aider ses clients à innover, ou pour lancer des projets innovants indépendamment de toute commande, qui aboutissent à des spin-off, comme Applied Inventions ou Applied Proteomics. L'un de ces projets a pris la forme d'une entreprise, Metaweb, acquise par Google en 2010. Applied Minds travaillerait actuellement sur les véhicules autonomes et les moyens de transport du futur.
Bran Ferren est un conférencier renommé. Il est intervenu dans de nombreux événements, et notamment lors de conférences TED